# متابچوآن–لاک-ا-لا-کروا، کبک

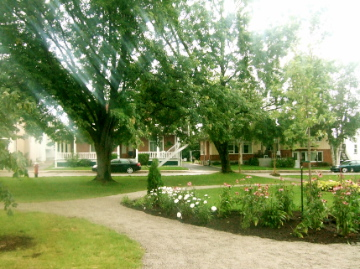
نمایی از یک پارک در شهر متابچوآن-لاک-ا-لا-کروا، کبک - ۲۰۰۸

متابچوآن-لاک-ا-لا-کروا، کبک (به فرانسوی: Métabetchouan–Lac-à-la-Croix) شهرکی در منطقه شهری لاک-سن-ژان-است ناحیه سگونه-لاک-سن-ژان در استان کبک کانادا است. در سرشماری سال ۲۰۱۱ این شهرک ۴٬۲۴۳ نفر جمعیت داشته‌است و مساحت آن ۱۸۵٫۸۶ کیلومتر مربع است.